# Фифти Сент
Къртис Джеймс Джаксън III (на английски: Curtis James Jackson III), по-познат със сценичното си име 50 Cent (Фифти сент), е американски рапър, импресарио, инвеститор и актьор от Ню Йорк, щата Ню Йорк.
Добива известност с продуцирането на албумите Get Rich or Die Tryin (2003) и The Massacre (2005). Дебютният му албум, Get Rich or Die Tryin, става осем пъти платинен според Recording Industry Association of America – RIAA. 50 Cent добива известност също и с East Coast хип-хоп групата G-Unit, на която е и основател.
Роден на 6 юли 1975 в квартала „Южна Ямайка“ в Куинс, Ню Йорк, Къртис става пласьор на наркотици на 12-годишна възраст по време на кокаиновата епидемия през 1980 г. След като излиза от наркопласьорството, за да преследва музикална кариера, в резултат на инцидент през 2000 г. е прострелян от девет куршума. След продуцирането на Guess Who's Back? през 2002 г. Къртис е забелязан от рапъра Еминем и подписва договор в Interscope Records. С помощта на Еминем и Доктор Дре, които продуцират първите му значителни комерсиални успехи, Къртис се превръща в един от най-високо продаваните рапъри. През 2003 г. основава звукозаписната марка G-Unit Records, която продуцира няколко успешни рапъра, като например Young Buck, Lloyd Banks и Tony Yayo.
През музикалната си кариера Къртис продава над 30 милиона албума по света и печели няколко награди, включително Грами, 13 Billboard Music Awards, шест World Music Awards, три American Music Awards и четири BET Awards. Опитва актьорска кариера след появата си в полуавтобиографичния филм Get Rich or Die Tryin (2005), филма за войната в Ирак Home of the Brave (2006) и Righteous Kill (2008). 50 Cent е класиран шести най-добър изпълнител на 2000 г. от списание Billboard. Списанието също така го класира като четвъртия топ изпълнител от мъжки пол и като третия топ рапър след Еминем и Nelly. Списание Billboard също така го обявява за шестия най-успешен Hot 100 Artist на 2000 г. и за рапър номер едно на 2000 г., Billboard класира албумите Get Rich or Die Tryin като дванадесетия най-добър албум на 2000 г. и The Massacre като 37-ия най-добър албум на 2000 г.

## Биография

### Ранни години
Къртис Джаксън III се ражда и отраства в South Jamaica, потънал в бедност градски квартал в Куинс. Единствено дете, той е отгледан от своята майка Сабрина, която го ражда едва 15-годишна. Бащата е неизвестен. 50 Cent споделя, че майка му работела като пласьор на кокаин и била хомосексуална. Стихът Coming up I was confused, my mommy kissing a girl от Hate It or Love It с участието на The Game се отнася за сексуалността на майка му. През 1983 г. тя изпада в безсъзнание, след като поглъща опиумна напитка, в резултат на което губи живота си, след като газта в апартамента е оставена пусната при затворени прозорци. Местни жители споделят, че става дума за умишлено убийство, извършено от неин конкурент наркопласьор. След смъртта ѝ Къртис се нанася в къщата на дядо си и баба си, при своите осем чичовци и лели. „Моята баба ми каза: „Майка ти няма да се прибере вкъщи. Няма да се върне, за да те вземе. Сега ще останеш при нас“. Точно тогава започнах постепенно да свиквам с улицата“ – спомня си той.
На 11-годишна възраст Къртис започва да тренира бокс. Следващата година започва с пласьорството на наркотици, казвайки на дядо си и баба си, че посещава учебни занятия. Заради миналото на майка си безпроблемно успява да изгради връзки в престъпните среди. По същото това време започва да носи оръжие и пари от наркотиците в училище. Съсед отваря боксова зала за местните младежи, когато Къртис е на 14-годишна възраст. Той си спомня: „Когато не убивах време в училище, тренирах в залата или продавах кокаин в квартала“. В средата на 80-те години Къртис се състезава в Junior Olympics в боксова категория аматьори. По-късно заявява: „Състезавах се на ринга и хип-хопът също е състезание... Мисля, че рапърите се определят като боксьори и за което всички те се чувстват като че ли са шампиони“. На 16-годишна възраст е задържан, след като разположени на входа детектори за метал на гимназия Andrew Jackson засичат носения от него пистолет. По-късно, изпитвайки неудобство от последвалия арест, признава на баба си за пласирането на наркотици.
След това Къртис бива изпратен в изправителен лагер. След напускането му приема прякора 50 Cent като метафора за „промяна“. Името е заимствано от Келвин Мартин, обирджия от Бруклин, познат още като 50 Cent. Къртис избира името, „защото казва всичко, което искам да кажа. Аз съм също като човека, който е бил 50 Cent. Аз също ще се погрижа за себе си на всяка цена“.

### 1996 – 1999: Началото
През 1996 г., вече на 21-годишна възраст, Къртис започва своя рап в сутерена на приятел. Използва фонограф, за да записва на инструментал. Друг негов приятел го представя на Master Jay от Run–D.M.C., който основава свое звукозаписно студио Jam Master Jay Records. Jay научава Къртис как да тактува, да пише припев, да построява песни и да записва. Първата официална поява на Къртис е в песен, озаглавена React заедно с група Onyx в техния албум Shut 'Em Down (1998). Къртис е благодарен на Jam Master Jay за приноса му, заради помощта му да подобри умението му да пише припеви. Джей записва първия му албум, но впоследствие бива отложен и остава неиздаден.
През 1999 г., след като напуска Jam Master Jay, е забелязан от платинум продаващите се продуценти Trackmasters, които му помагат да се сдобие с договор в Columbia Records. Те го изпращат в студио в северната част на Ню Йорк, където той създава 36 песни за две седмици. 18 биват включени в неофициално издадения му албум Power of the Dollar (2000). Също така основава и вече несъществуващия Hollow Point Entertainment с бившия съдружник на G-Unit, Bang 'Em Smurf.
Популярността на Къртис нараства след полемичния експериментален сингъл How to Rob, който написва за 30 минути в кола на път към студиото си. Песента обяснява по комичен начин как би ограбил известни певци. Къртис обяснява скритите в съдържанието на песента аргументи по следния начин: „Има сто певци в този бизнес, трябва да се откъснеш от тази група и да се проявиш“. Рапъри като Jay-Z, Kurupt, Sticky Fingaz, Big Pun, DMX, Wyclef Jean и Wu-Tang Clan записват отговор на песента, а Nas, въодушевен от песента, кани Къртис да пътува на промоционалното за албума си Nastradamus турне. Песента е планирана за издаване заедно с Thug Love с участието на Destiny's Child, но дни преди планираното заснемане на музикалния клип на Thug Love Къртис е прострелян и изпратен в болница заради раните си.
На 24 май 2000 г. около 11:20 50 Cent е прострелян от 9 куршума близо до къщата на баба си. Куршумите попадат в лявата длан, краката и лявата буза. Успява да се възстанови след 5 месеца лечение. Предполага се, че причината за стрелбата е песента Ghetto Qu'Ran от албума Power of The Dollar, в която назовава имена на нюйоркски наркодилъри.

### Създаването на G-unit
След прекратяването на договора Фифти Сент сформира групата G-Unit с приятелите си Lloyd Banks, Tony Yayo, Young Buck, Sha Money XL и Bang 'em Smurf. Издават няколко нискотиражни промоционални албума като към средата на 2002, Bang 'em Smurf напуска групата поради конфликт с Фифти Сент.

### 50 Сент е най-богатият рапър в света за 2008
Списание „Форбс“ за поредна година класира най-богатите рапъри в света.
50 Сент оглавява класацията на най-богатите рапъри в света за 2008 г. със 150 милиона щатски долара, като изпреварва Джей Зи (82 милиона), който оглавява класацията предходната година. На трето място е Пи Диди с 35 милиона щатски долара в банковата си сметка, следван от Кание Уест с 30 милиона щатски долара.

### Кариера с Shady/Aftermath
През 2002 при Еминем попада копие на нискобюджетния албум Guess Who's Back на 50 Cent. Впечатлени, Еминем и Др. Дре се свързват с рапъра. След като изпява няколко песни с тях, Фифти сент подписва договор за 1 000 000 щ.д. с Shady Records и Aftermath Records (звукозаписни компании, притежавани съответно от Еминем и Др. Дре).
След като записва няколко песни за саундтрака на филма „Осмата миля“, Фифти Сент издава своя дебютен албум Get Rich or Die Tryin. От него са продадени 800 000 копия през първата седмица, с което е поставен рекорд за най-добра първа седмица за дебютен рап албум. По-късно през същата година издава дивидито The New Breed, което документира създаването на албума.

### G-Unit Records
След като Get Rich or Die Tryin става 6 пъти платинен, от Interscope Records разрешават на Фифти Сент и Sha Money XL да основат свой лейбъл (G-Unit Records). Първите, подписали с лейбъла, са членовете на групата G-Unit (Lloyd Banks и Tony Yayo). По това време Tony Yayo е в затвора за нелегално притежание на оръжие и затова групата взима Young Buck като негов заместник. През ноември 2003 г. е издаден албумът Beg For Mercy, който впоследствие става двойно платинен.
По-късно с лейбъла подписват рапърът The Game и RnB певицата Olivia. След напускането на The Game, към лейбъла се присъединяват рап легендите Mobb Deep и M.O.P., както и новооткритите Spider Loc и Young Hot Rod. В съдействите с други лейбъли са присъединени и Ma$e (от Bad Boy Records), Lil Scrappy (от BME Recordings) и Freeway (от Roc-a-Fella Records).

## Издадени албуми от G-Unit Records
| Изпълнител  | Име                            | Година |
| ----------- | ------------------------------ | ------ |
| 50 Cent     | Get Rich or Die Tryin'         | 2003   |
| G-Unit      | Beg For Mercy                  | 2003   |
| Lloyd Banks | The Hunger For More            | 2004   |
| Young Buck  | Straight Outta Ca$hville       | 2004   |
| The Game    | The Documentary                | 2005   |
| 50 Cent     | The Massacre                   | 2005   |
| Tony Yayo   | Thoughts Of a Predicate Felon  | 2005   |
| Саундтрак   | Get Rich or Die Tryin OST      | 2005   |
| Mobb Deep   | Blood Money                    | 2006   |
| Lloyd Banks | Rotten Apple                   | 2006   |
| Lil Scrappy | Bred 2 Die, Born 2 Live        | 2006   |
| Young Buck  | Buck The World                 | 2007   |
| 50 Cent     | Curtis                         | 2007   |
| G-Unit      | T.O.S: Terminate on Sight      | 2008   |
| Lloyd Banks | H.F.M. 2 (The Hunger for More) | 2010   |

След успеха в музикалния бизнес марката G-Unit се налага на пазара и като:
- G-Unit облекло
- G-Unit обувки от Reebok
- Formula 50 напитка с витамини
- 50 Cent: Bulletproof – видеоигра за PlayStation 2 и Xbox
- 50 Cent: Blood on the Sand – видеоигра за PlayStation 3 и Xbox 360
- G-Unit книгоиздател

## Дискография
Самостоятелни албуми:
| Информация |
| --- |
| Get Rich or Die Tryin - Излязъл на: 6 февруари 2003 - Лейбъл: G-Unit / Shady / Aftermath / Interscope - Сертификация: 6x Платинен - Продажби: 8 Милиона - Световни Продажби: 12 Милиона - Сингли: In Da Club, 21 Questions, P.I.M.P., If I Can't, Many Men |
| The Massacre - Излязъл: 3 март 2005 - Лейбъл: G-Unit / Shady / Aftermath / Interscope - Сертификация: 5x Платинен - Продажби: 5 Милиона - Световни Продажби: 10 Милиона - Сингли: Disco Inferno, Candy Shop, Just A Lil Bit, Outta Control, Piggy Bank     |
| Curtis - Излязъл: 11 септември 2007 - Лейбъл: Aftermath / Interscope / Shady - Продажби: 3 000 000 - Световни Продажби: 9 000 000 - Сингли: Straight to the Bank, Amusement Park, Follow My Lead, I Get Money, Ayo Technology, I'll Still Kill, Come & Go  |
| Before I Self Destruct - Излиза: 8 септември 2009 - Лейбъл: Aftermath / Interscope / Shady - Продажби: N/A - Световни Продажби: N/A - Сингли: Get Up, I Get It In, Ok, You're Right ...                                                                    |

Саундтракове:
| Информация |
| --- |
| Get Rich or Die Tryin OST - Излязъл на: 8 ноември 2005 - Лейбъл: G-Unit / Interscope - Сертификация: 2x Платинен - Световни Продажби: 3 милиона - Сингли: Window Shopper, Hustler's Ambition, Have a Party, Best Friend |
| Bulletproof - Излязъл на: 2005 - Лейбъл: Shadyville Entertainment - Сертификация: N/A - Световни Продажби: N/A - Сингли: N/A                                                                                            |

 Неиздавани 
| Информация |
| --- |
| Power of the Dollar - Излязъл на: 2000 - Лейбъл: Columbia Records - Сингли: How To Rob, Thug Love, Life's on the Line |

 Компилации 
| Информация |
| --- |
| Guess Who's Back? - Излязъл на: 26 април 2002 - Лейбъл: Full Clip - Сертификация: N/A - Световни Продажби: 500 000 - Сингли: U Not Like Me, Life's on the Line, Corner Bodega, Ghetto Qu'ran (Forgive Me)        |
| 24 Shots - Излязъл на: 2003 - Лейбъл: Full Clip, Columbia - Сертификация: N/A - Световни Продажби: N/A - Сингли: How To Rob, Follow Me Gangsta, Ecstasy, The Realest Niggaz, In Da Club, Riding Through The Hood |

 G-Unit 
| Информация |
| --- |
| Beg For Mercy - Излязъл на: 14 ноември 2003 - Лейбъл: G-Unit / Interscope - Сертификация: 2x Платинен - Продажби: 2.3 милиона - Световни Продажби: 4 милиона - Сингли: Stunt 101, Wanna Get To Know You, Poppin Them Thangs, Smile, My Buddy |
| T.O.S: Terminate on Sight - Излязъл на: 1 юли 2008 - Лейбъл: G-Unit / Interscope - Сингли: I Like the Way She Do It, Rider Pt. 2, Close to Me                                                                                                |

## Най-популярни песни на 50 Cent
| Година | Песен                                                    | US Hot 100      | US R&B/ Hip-Hop | US Rap        | UK Singles | Албум                                 |
| ------ | -------------------------------------------------------- | --------------- | --------------- | ------------- | ---------- | ------------------------------------- |
| 1999   | Thug Love (featuring Destiny's Child)                    | 15              | -               | -             | 16         | The Power Of The Dollar               |
| 1999   | How To Rob (featuring The Madd Rapper)                   | -               | 62              | -             | 36         | -                                     |
| 2002   | Wanksta                                                  | 13              | 4               | -             | 4          | 8 Mile BSO                            |
| 2002   | In Da Club                                               | 1 [Платинен]    | 1               | 1             | 3          | Get Rich or Die Tryin'                |
| 2003   | Patiently Waiting (featuring Eminem)                     | -               | 56              | -             | 126        | Get Rich or Die Tryin'                |
| 2003   | 21 Questions (featuring Nate Dogg)                       | 1               | 1               | 1             | 6          | Get Rich or Die Tryin'                |
| 2003   | P.I.M.P.                                                 | 3 [Златни]      | 2               | 1             | 5          | Get Rich or Die Tryin'                |
| 2003   | What Up Gangsta                                          | -               | 26              | 15            | 3          | Get Rich or Die Tryin'                |
| 2003   | If I Can't                                               | 76              | 34              | 15            | 10         | Get Rich or Die Tryin'                |
| 2004   | Westside Story (featuring The Game)                      | 93              | 8               | -             | 85         | The Documentary                       |
| 2004   | How We Do (featuring The Game)                           | 4 [Платинен]    | 2               | 2             | 5          | The Documentary                       |
| 2005   | Hate It or Love It (featuring The Game)                  | 2 [Златен]      | 1 (2 седмици)   | 1 (4 седмици) | 4          | The Documentary                       |
| 2004   | Disco Inferno                                            | 3 [2X Платинен] | 4               | 3             | 1          | The Massacre                          |
| 2005   | Candy Shop (featuring Olivia)                            | 1 [2X Платинен] | 1               | 1             | 4          | The Massacre                          |
| 2005   | Piggy Bank                                               | 88              | 64              | -             | 11         | The Massacre                          |
| 2005   | Just a Lil Bit                                           | 3               | 3               | 1             | 10         | The Massacre                          |
| 2005   | Outta Control (Remix) (featuring Mobb Deep)              | 6               | 11              | 5             | 7          | The Massacre [Special Edition]        |
| 2005   | Outta Control (Original Álbum Version)                   | 92              | -               | -             | 21         | The Massacre                          |
| 2005   | My Toy Soldiers (featuring Tony Yayo)                    | -               | -               | -             | -          | The Massacre                          |
| 2005   | Hustlers Ambition                                        | 65              | 74              | -             | 13         | Get Rich or Die Tryin' (Soundtrack)   |
| 2005   | Window Shopper                                           | 20              | 19              | 14            | 11         | Get Rich or Die Tryin' [Soundtrack]   |
| 2005   | Have A Party (featuring Mobb Deep & Nate Dogg)           | 23              | -               | -             | 16         | Get Rich or Die Tryin' [Soundtrack]   |
| 2006   | Best Friend (Remix) (featuring Olivia)                   | 56              | 22              |               |            | Get Rich or Die Tryin' [Soundtrack]   |
| 2007   | Funeral Music                                            | -               | -               | -             | -          |                                       |
| 2007   | Straight To The Bank                                     | -               | -               | -             | -          | Curtis                                |
| 2007   | Amusement Park                                           | -               | -               | -             | -          | Curtis                                |
| 2007   | I Get Money                                              | -               | -               | -             | -          | Curtis                                |
| 2007   | AYO Technology (featuring Justin Timberlake & Timbaland) | 1               | -               | 1             | 3          | Curtis                                |
| 2007   | Follow My Lead (featuring Robin Thicke)                  | -               | 4               | 2             | -          | Curtis                                |
| 2007   | Come & Go (featuring Dr. Dre)                            | -               | 3               | -             | -          | Curtis                                |
| 2008   | Get Up                                                   | ?               | 23              | 16            | 24         | Before I Self Destruct                |
| 2009   | I Get It In                                              | ?               | 43              | 16            | 75         | Before I Self Destruct                |
| 2009   | Crack a Bottle (featuring Eminem & Dr. Dre)              | ?               | 60              | 4             | 4          | Relapse                               |
| 2009   | Mujeres in the Club (featuring Wisin & Yandel)           | ?               | ?               | ?             | ?          | La Revolución                         |
| 2009   | Ok, You're Right                                         | ?               | 20              | ?             | ?          | War Angel LP & Before I Self Destruct |

## Филмография
| Година | Филм                         | Роля          | Друга информация                         |
| ------ | ---------------------------- | ------------- | ---------------------------------------- |
| 2003   | 50 Cent: The New Breed       | Себе си       | Документално DVD                         |
| 2005   | The Simpsons: "Pranksta Rap" | Себе си       | Неговата роля в епизода е била анимирана |
| 2005   | Get Rich or Die Tryin'       | Marcus        | Дебютен филм (автобиографичен)           |
| 2005   | 50 Cent: Bulletproof         | Себе си       | Видео игра, само глас                    |
| 2006   | Home of the Brave            | Jamal Aiken   | ---                                      |
| 2008   | Righteous Kill               | Spider        | ---                                      |
| 2009   | Before I Self Destruct       | Clarence      | ---                                      |
| 2009   | 50 Cent: Blood on the Sand   | Себе си       | Видео игра, само глас                    |
| 2009   | Streets of Blood             | Stan Green    | Завършен                                 |
| 2009   | Dead Man Running             | Thigo         | Пост-продукция                           |
| 2009   | Spectacular Regret           | Amos Jenks    | ---                                      |
| 2010   | 13                           | Jimmy         | Пост-продукция                           |
| 2010   | The Dance                    | ---           | Оповестен                                |
| 2010   | The Ski Mask Way             | Seven         | Оповестен                                |
| 2010   | Twelve                       | ---           | Оповестен                                |
| 2012   | Freelancers                  | Malo          | ---                                      |
| 2013   | Невъзможно бягство           | Хуш           | ---                                      |
| 2015   | Обратен гард                 | Джордан Мейнс | ---                                      |
| 2018   | Невъзможно бягство 2: Хадес  | Хуш           | ---                                      |
| 2019   | Невъзможно бягство 3         | Хуш           | ---                                      |
| 2023   | Непобедимите 4               | Ийзи Дей      | ---                                      |